# Валлада-Агордина
Валлада-Агордина (итал. Vallada Agordina) — коммуна в Италии, располагается в провинции Беллуно области Венеция.
Население составляет 556 человек (2008 г.), плотность населения составляет 43 чел./км². Занимает площадь 13 км². Почтовый индекс — 32020. Телефонный код — 0437. 
Покровителями коммуны считаются святые апостолы Симон Кананит и Фаддей (также известный как Иуда Фаддей), имеется храм, освящённый в честь святого апостола Симона.

## История
Легенда об основании коммуны гласит, что около 720 года человек по имени Селентон, бежал из варваров, поселился в долине и обратил местных жителей (в то время язычников) в христианство.

## Демография
Динамика населения:

## Города-побратимы
- Масарандуба, Бразилия (2011)

## Администрация коммуны
- Официальный сайт: http://www.comune.valladaagordina.bl.it/